# Sala delle Arti liberali e dei Pianeti

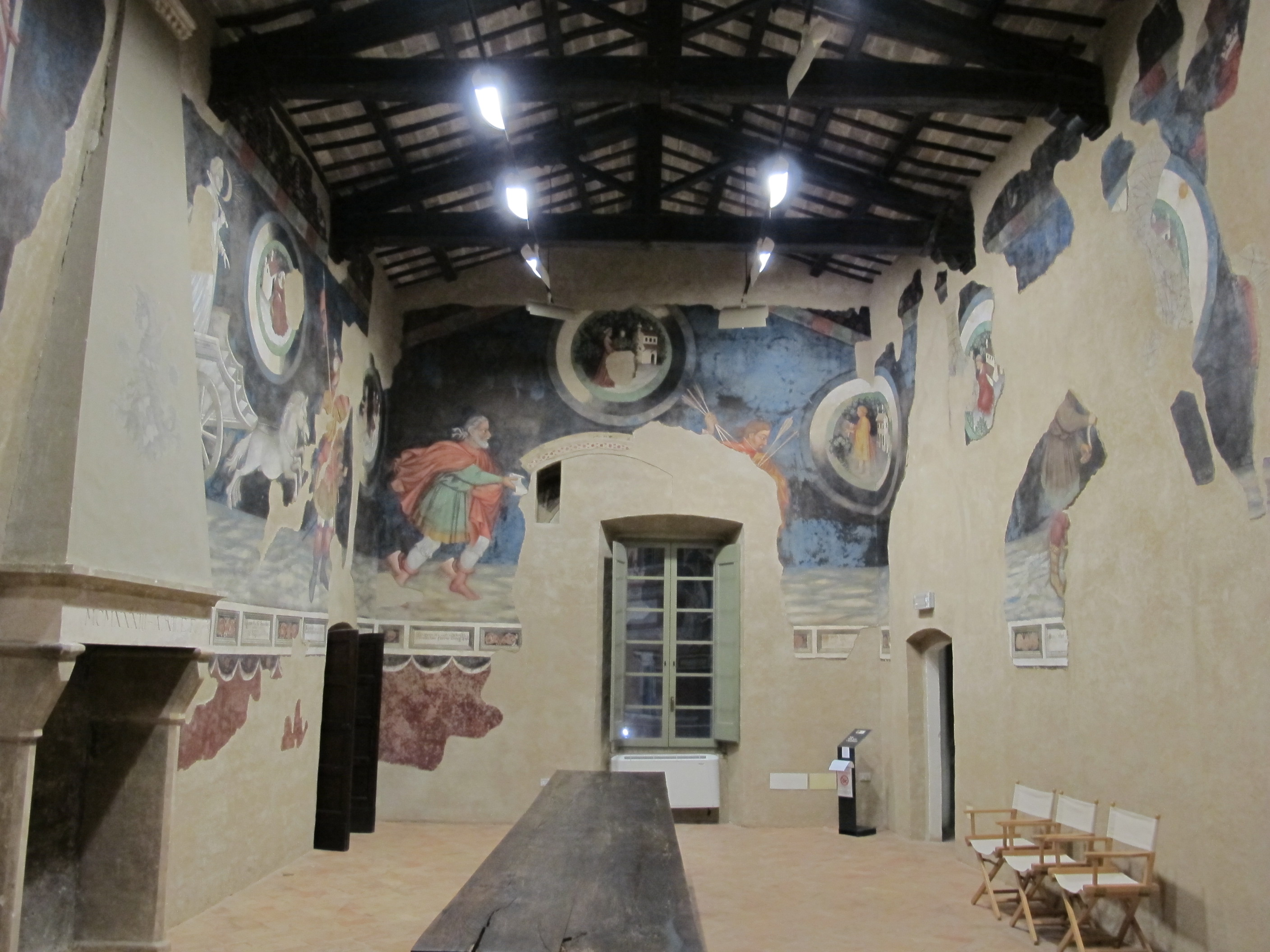
Sala dei Giganti

La Sala delle Arti liberali e dei Pianeti è un ambiente di palazzo Trinci a Foligno, che contiene un ciclo di affreschi frammentario di Gentile da Fabriano e collaboratori, databile al 1411-1412.

## Storia

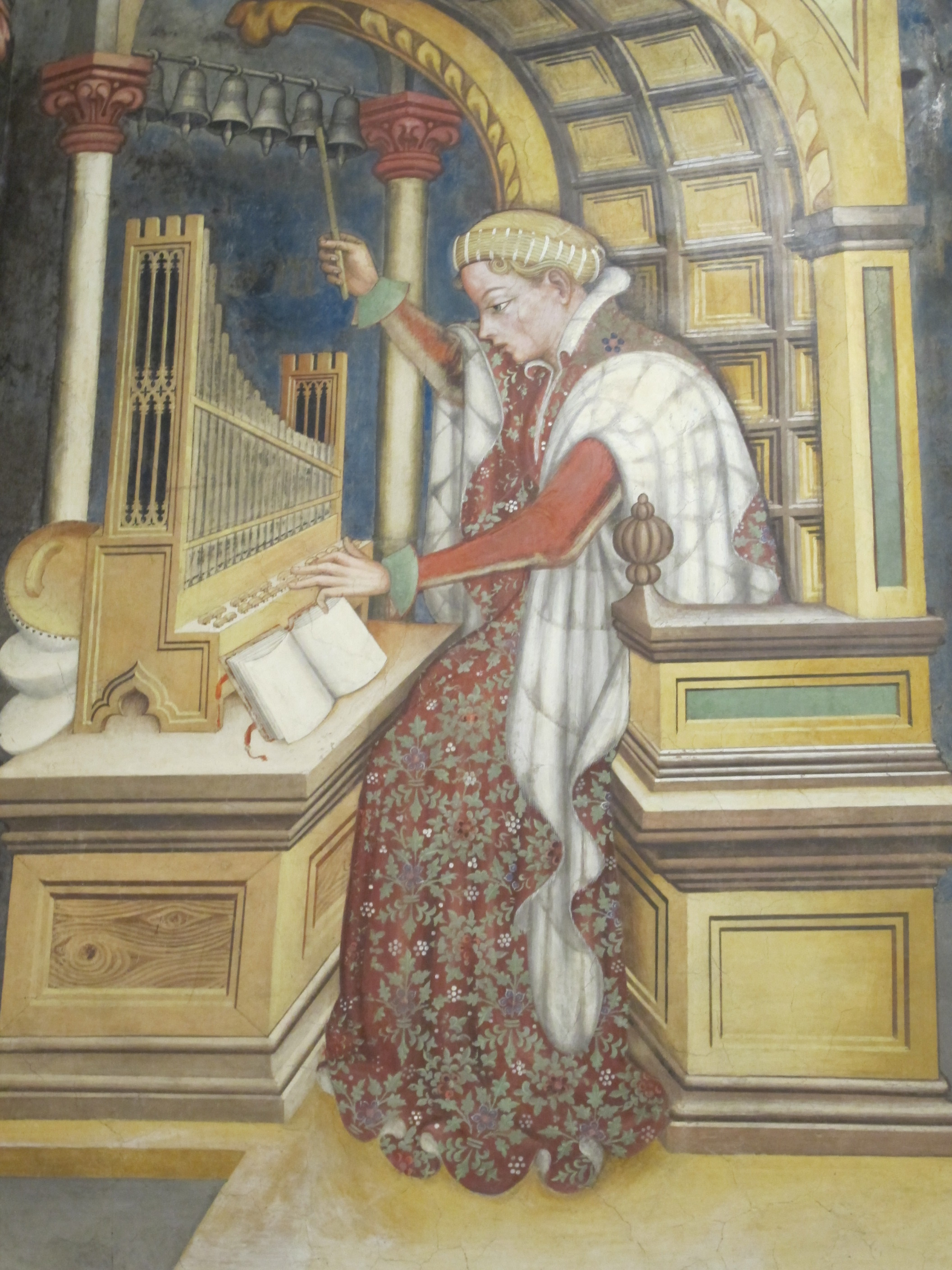
La Musica

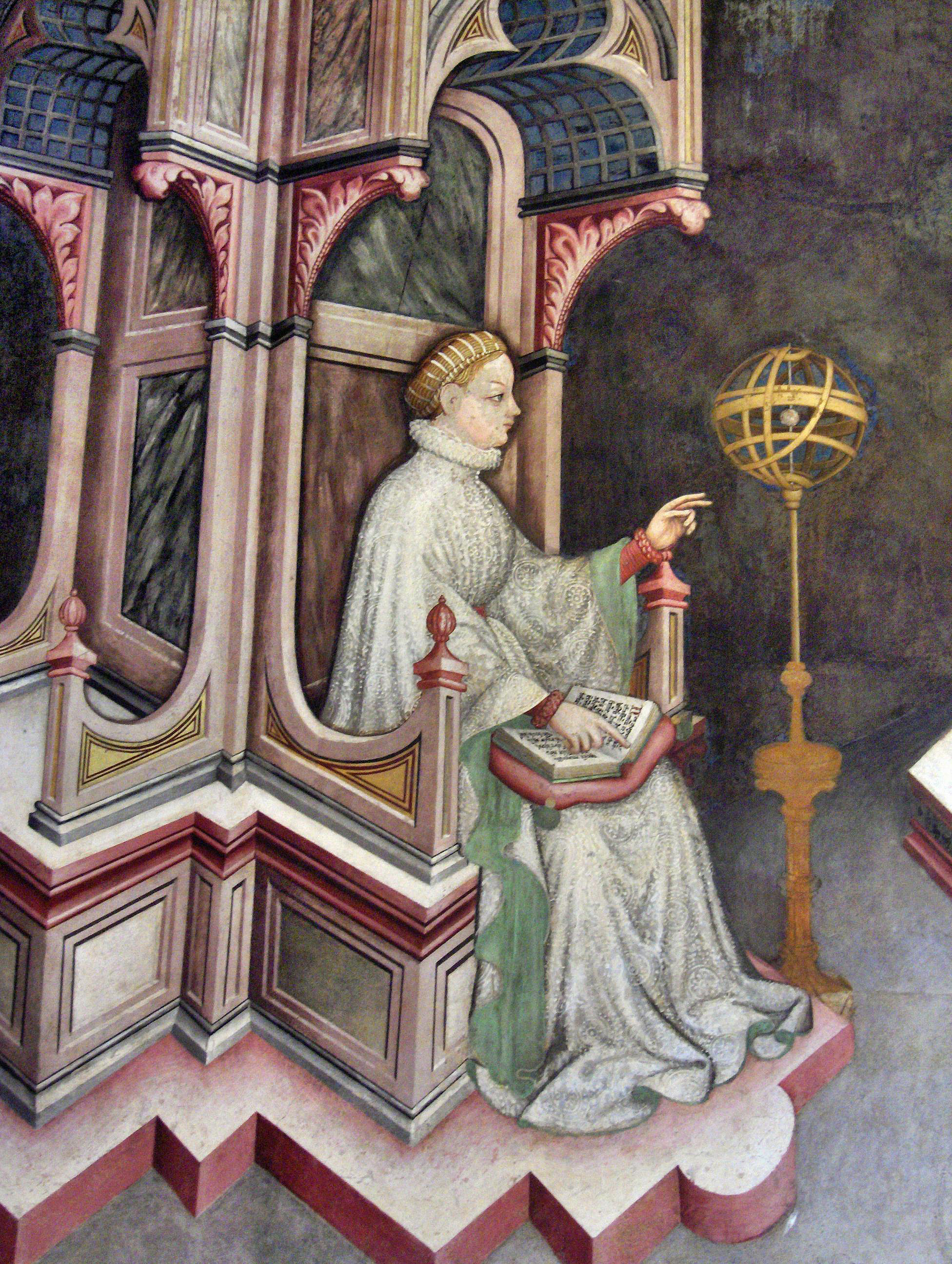
LAstronomia

Negli anni 1411-1412 Gentile fu a Foligno, dove eseguì i disegni per il ciclo decorativo di palazzo Trinci su commissione di Ugolino III. Il complesso programma decorativo, squisitamente profano, celebrava la continuità tra la signoria dei Trinci e l'impero romano, e fu ispirato dall'umanista Francesco da Fiano.
Si credeva tradizionalmente che le opere fossero databili al 1424, lo stesso anno delle decorazioni della cappella di Ottaviano Nelli, con una maggiore confusione derivata dalla notizia, errata, che questa data si trovasse sulla gamba dello Scipione. Recenti scoperte documentarie hanno invece precisato le vicende della commissione e del pagamento degli affreschi. Per primo si è scoperto che in un contratto di dote del 1417 citava già la sala "degli Imperatori", essendo rogato proprio all'interno di essa, poi si è trovata una copia seicentesca della documentazione relativa al pagamento di Gentile da parte dei Trinci: il 27 agosto 1411 Gentile riceveva 225 fiorini d'oro per la "sala imperatorum" (la Sala dei Giganti), la "camera rosarum" (la "Sala delle Arti liberali e dei Pianeti") e per la "loggia", ovvero la Loggia di Romolo e Remo. In un altro documento del 12 gennaio 1412 Gentile riceveva un'altra quietanza di 93 fiorini per alcune pitture non specificate e per una piccola tavola della Madonna. In tale atto si nominano anche i collaboratori del maestro: Jacopo da Venezia (forse Jacopo Bellini, che però all'epoca sarebbe stato appena adolescente), Paolo Nocchi da Foligno, Francesco Giambono da Bologna, ma residente a Foligno, e Battista di Domenico da Padova. Non appare quindi il nome del veronese Niccolò di Pietro a cui la critica aveva proposto l'attribuzione degli affreschi.
L'oblio dei cicli di Palazzo Trinci nella storiografia artistica fu dovuto a cause storiche, legate a una sorta di damnatio memoriae che investì i Trinci dopo la dominazione pontificia della città: gli affreschi erano infatti scialbati. Nel 1864 metà delle figure dei Giganti vennero riscoperte in una sorta di mezzanino creato infraponendo un piano di calpestio al sottotetto. Altri affreschi furono trovati fino al 1918-1919, e restaurati in maniera non ottimale. Solo col recente restauro, successivo al terremoto del 1997, si è potuto ritrovare appieno la ricchezza delle decorazioni pittoriche del palazzo, che grazie ai ritrovamenti documentari e a nuovi studi. Recente è anche la valorizzazione nel panorama storico-critico, interrompendo l'ormai secolare giudizio negativo avviato da Adolfo Venturi in poi, che liquidò con una scarsa considerazione gli affreschi di palazzo Trinci, sebbene li avesse visti solo in foto e solo i Giganti a metà, quando ancora si affacciavano nel mezzanino.

## Descrizione
Vi si accede dalla Loggia di Romolo e Remo. Metà della stanza è occupata dalle rappresentazioni delle Arti liberali, del Trivio e del Quadrivio più la Filosofia, come figure femminili simboliche intente a istruire fanciulli al di sotto di sfarzosi troni architettonici gotici; l'altra metà mostra la rappresentazione dei pianeti, intervallati da dischi iridati con rappresentazioni che alludono alle Età dell'uomo e alle Ore del giorno. Tra le varie rappresentazioni esistono precisi collegamenti di rispondenze, derivati dal De nuptiis Philologiae et Mercuris di Marziano Cappella (metà del V secolo), integrato con altre fonti letterarie. Un precedente figurativo sono inoltre i rilievi della Fontana Maggiore a Perugia. Per le Età dell'Uomo si attinse invece ai Documenti d'Amore di Francesco da Barberino e forse dal coevo Saporetto del poeta orvietano Simone de' Prodenzani. In alcune parti gli affreschi sono frammentari, e talvolta è visibile la sinopia sottostante.
La stanza era anticamente nota come delle Rose, dal fiore araldico dei Trinci che fa la sua comparsa sui finti drappi del registro inferiore e sulle piccole porzioni di parete dietro essi, nonché sul fregio superiore. In quest'ultimo i racemi delle rose sono intrecciati a cartigli in cui si legge il monogramma "FA", scioglibile nel motto Fides Adiuvat, come riporta il manoscritto Coltellini (1770-1780) in cui si trovano anche in copia i documenti relativi ai pagamenti degli affreschi. Sotto il fregio alcuni passanti attorno a una pertica simulano che la fascia figurativa sia un grande arazzo continuo.
Tra gli affreschi figurativi e il finto drappeggio in basso corre una fascia in cui trovano posto iscrizioni esplicative degli affreschi: la storia della sala è inoltre testimoniata in questa zona da numerosi graffiti di nomi antichi, probabilmente dei soldati papali che vollero sfregiare la sala prima che venisse coperta.

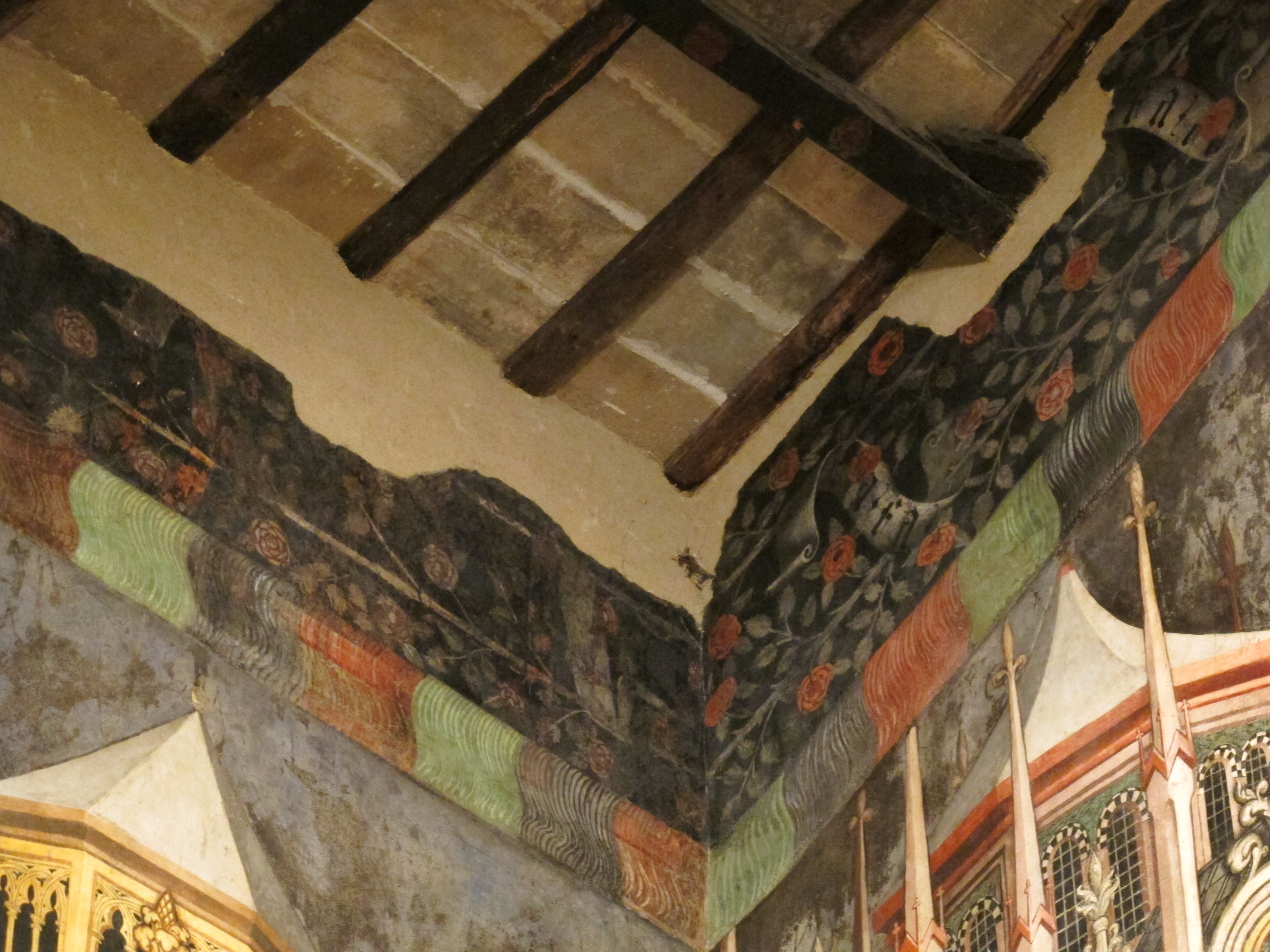
Fregio delle rose
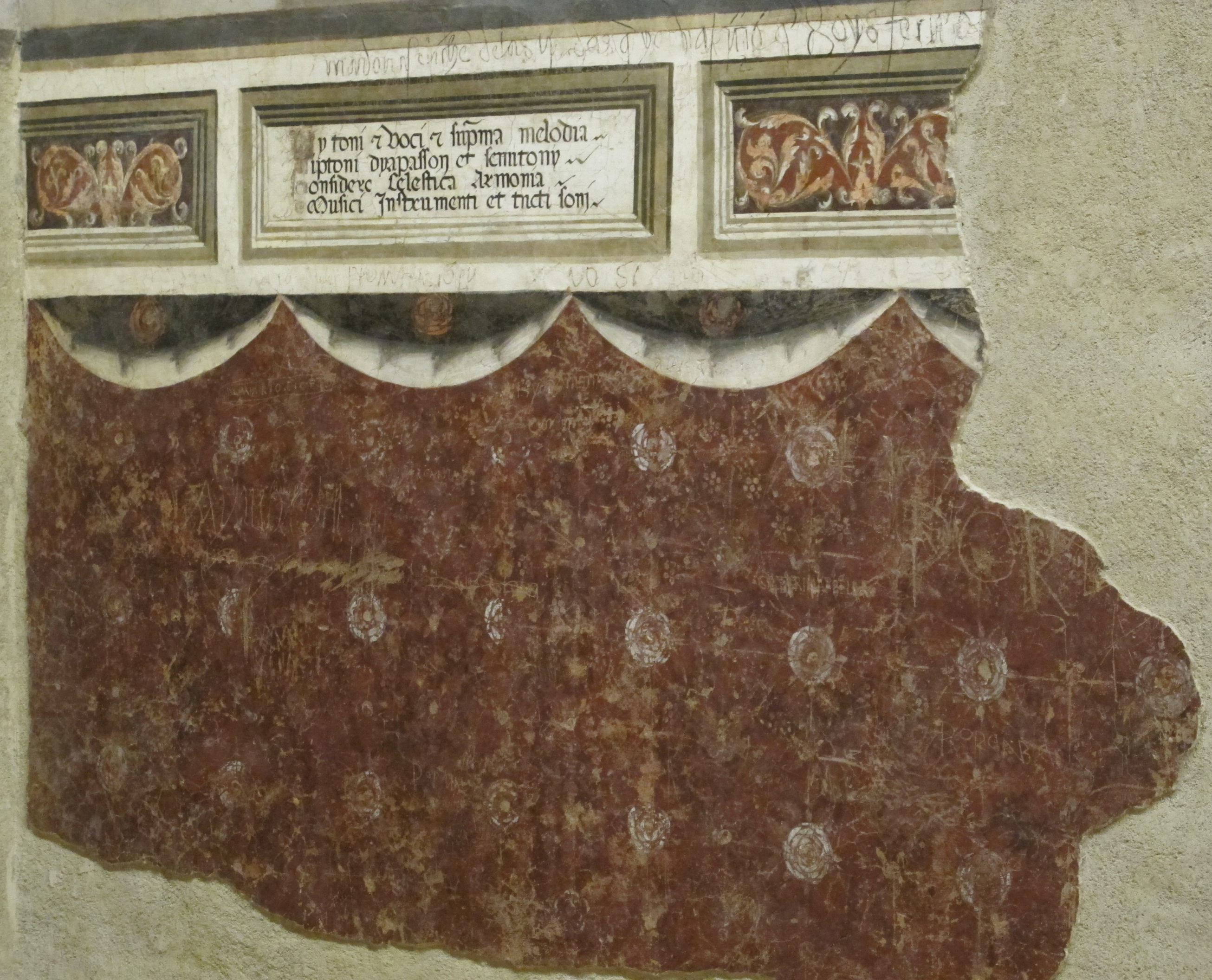
Fascia inferiore

### Le Arti
La prima "arte" che si incontra a sinistra del camino è la Grammatica, una donna che insegna a leggere a un giovane scolaro; seguono la Dialettica, una vecchia che stringe con la mano dei serpenti, simbolo di ingegno e astuzia, e la Musica, che suona attentamente un organetto portatile e tocca delle campanelle con una bacchetta.
Sulla parete di fondo la Geometria, che tiene con la destra una sezione di cerchio e un compasso, al centro la Filosofia (purtroppo perduta al centro), regina delle arti, che doveva impugnare un disco a fasce concentriche simboleggiante il sistema planetario, e a sinistra l'Astronomia, che controlla quello che sta scritto su un libro aperto sulle sue ginocchia indicando con la sinistra un astrolabio.
Sulla parete ovest si incontrano poi l'Aritmetica, che aiuta un giovane allievo a contare, e la Retorica, donna di età avanzata che, davanti a un fanciullo, stringe con la destra un libro e con la sinistra una verga, simbolo di auctoritas.

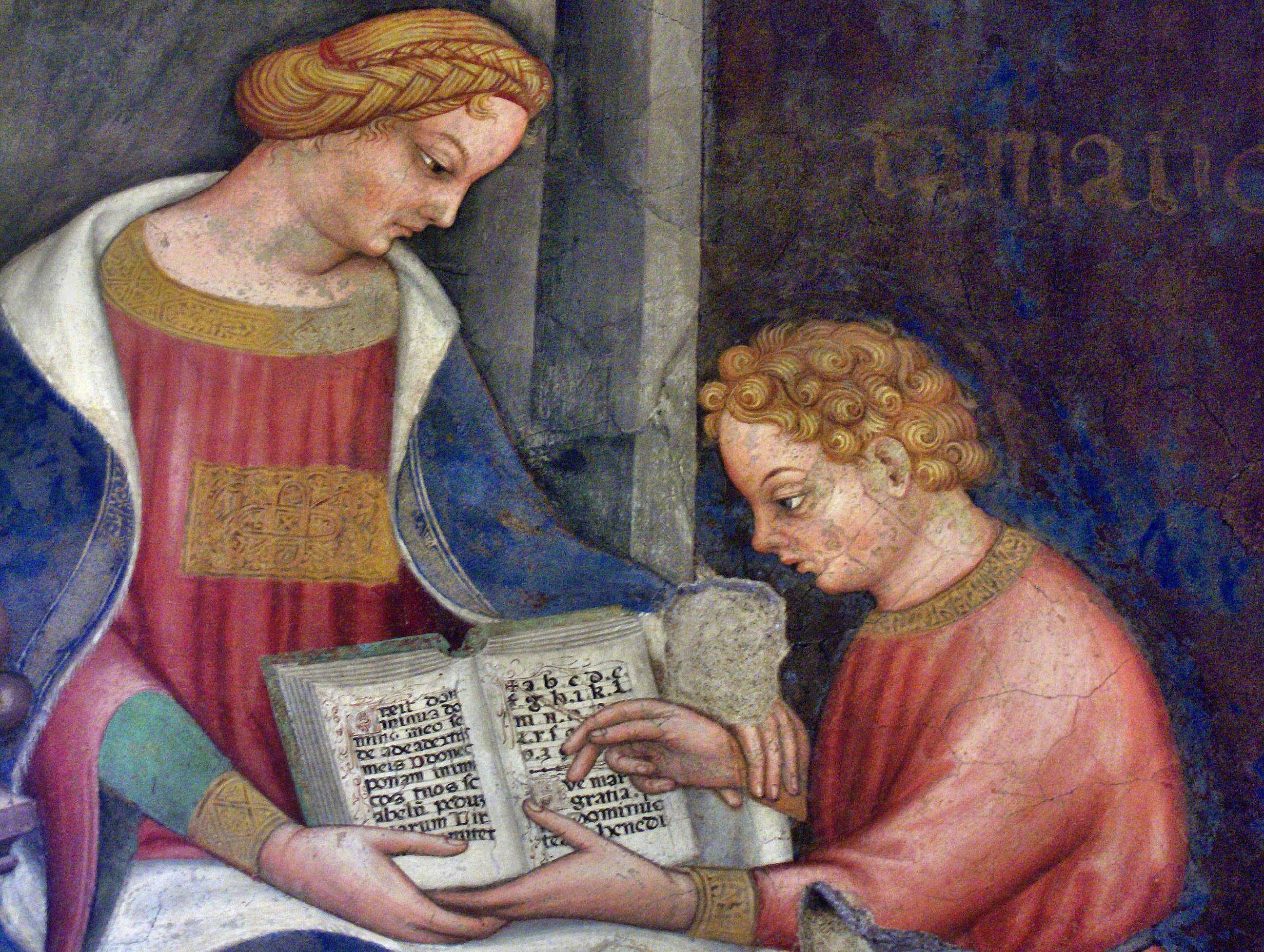
La Grammatica
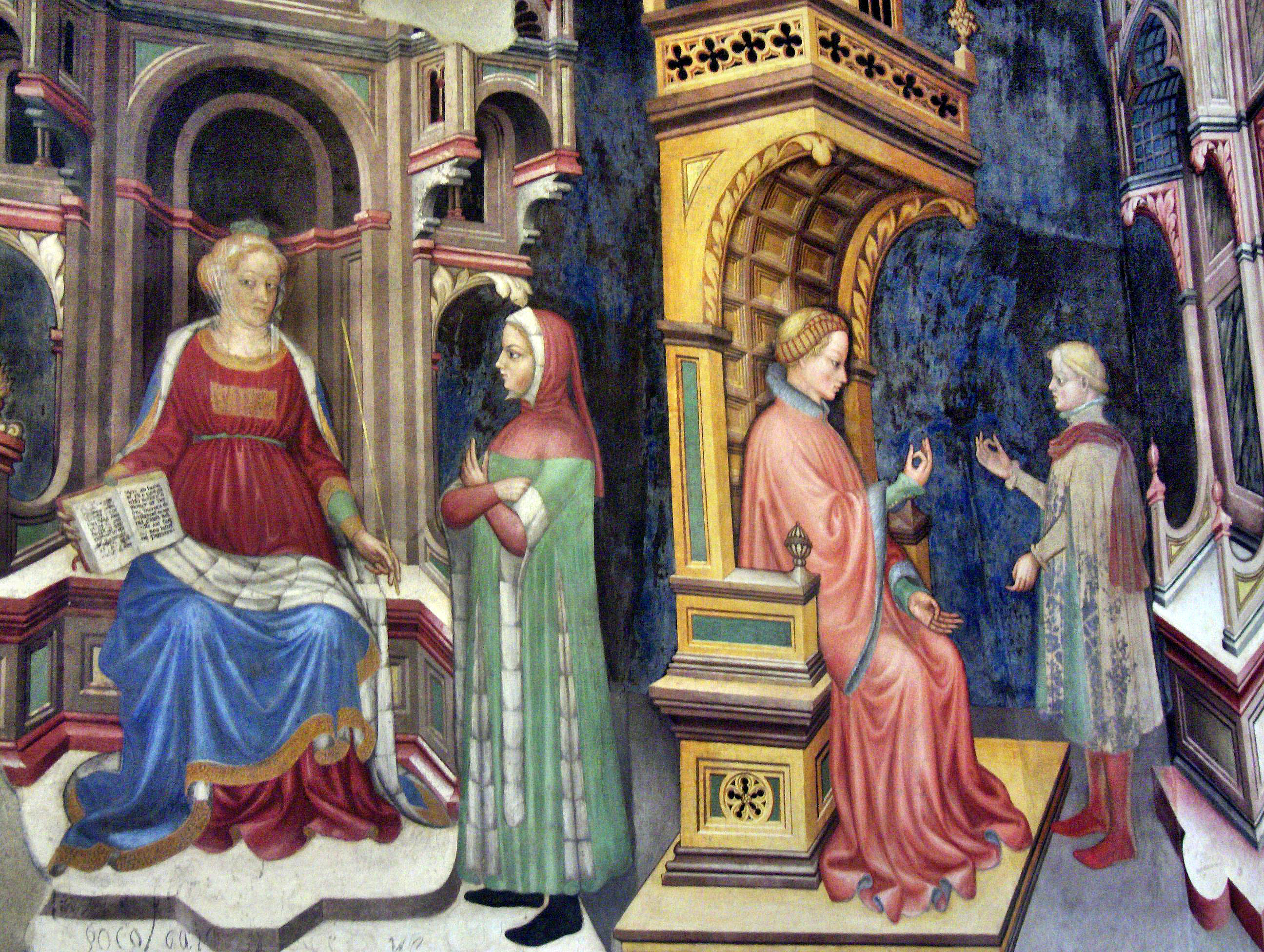
La Retorica e l'Aritmetica
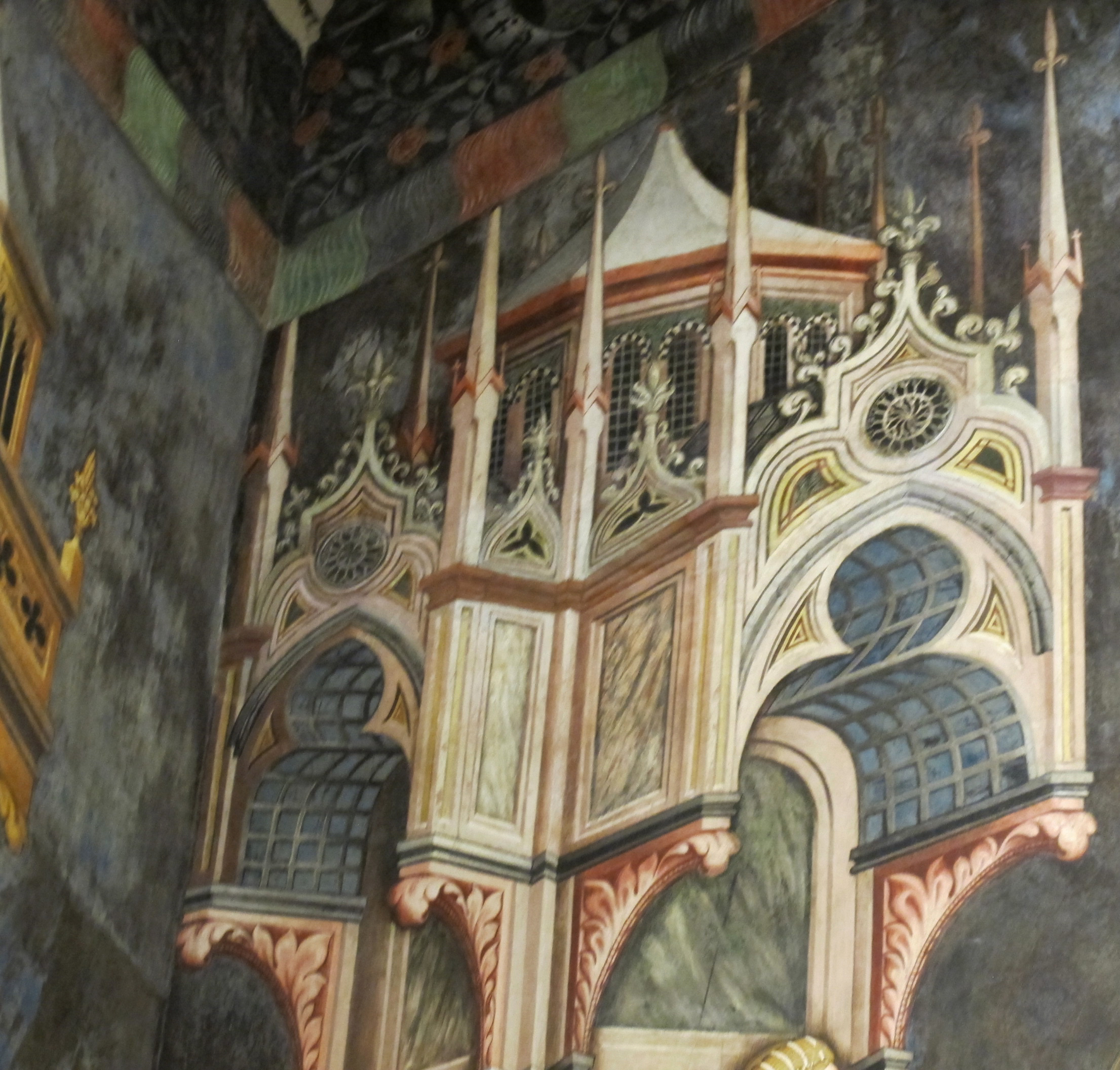
Il trono dell'Astronomia
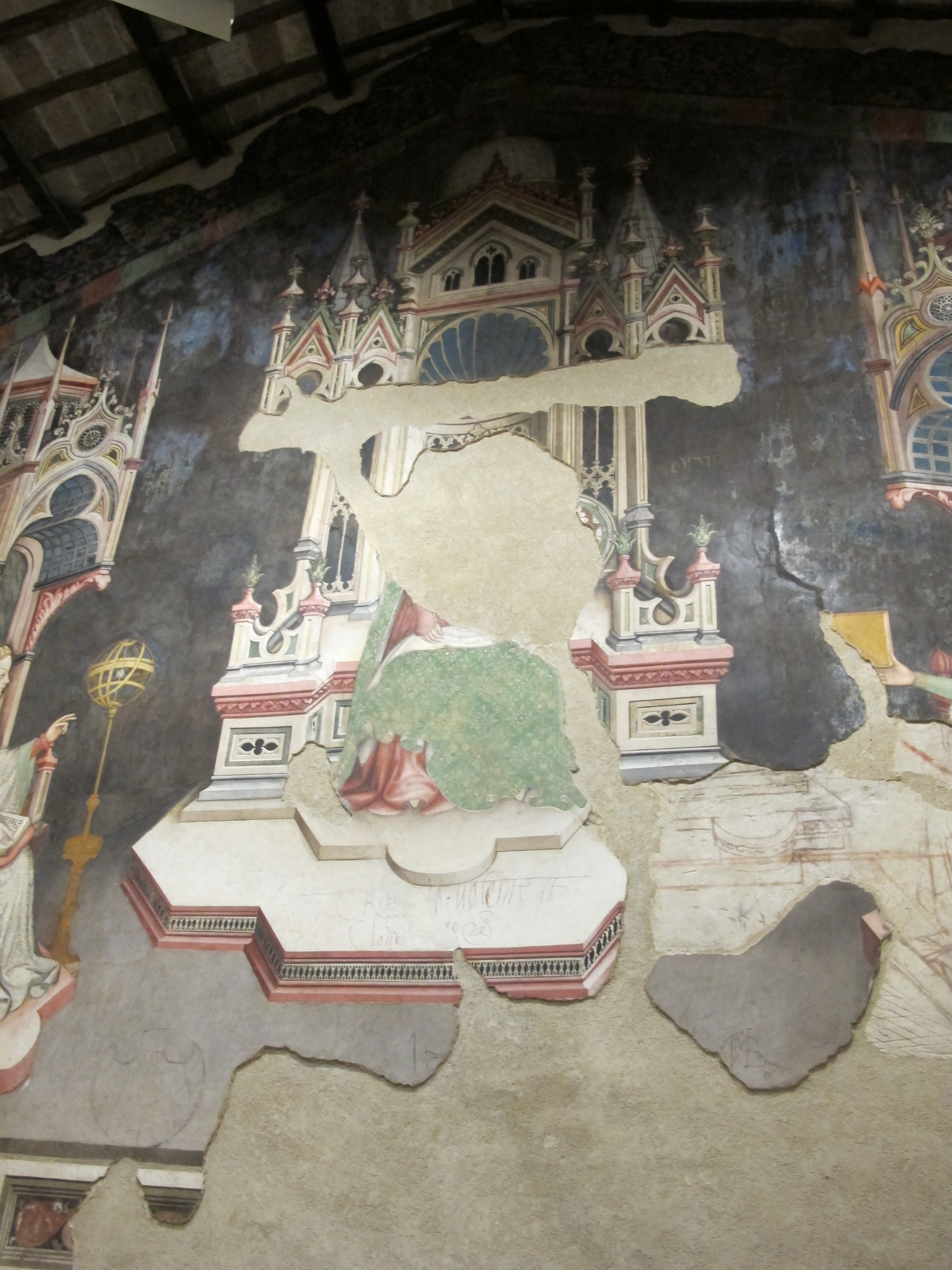
La Filosofia

### I Pianeti

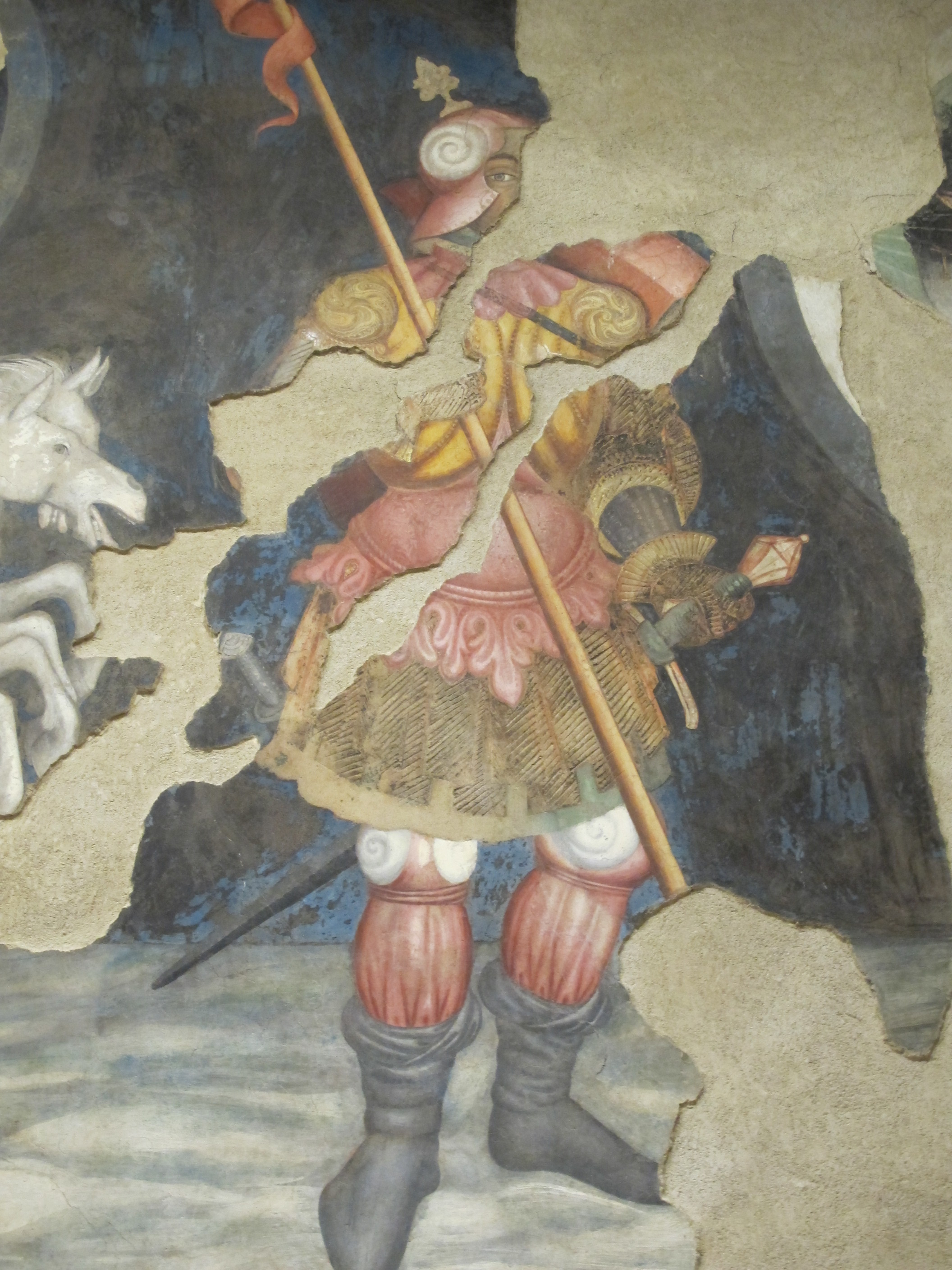
Marte

I pianeti sono rappresentati invece sull'altra metà della stanza, secondo l'ordine del giorno della settimana, non quello astronomico. Ciascun pianeta è vicino a un medaglione con una personificazione di un'Età vicina a un edificio decorativo e, nell'iride, una rappresentazione del sole e della luna a diverse angolazioni, simboleggianti le ore del giorno.
A destra del camino si individua la Luna, su un carro trainato da cavalli bianchi e vicina a un tondo con una vecchia, simbolo della Decrepitezza, nella cui iride il sole è nella posizione del Mattutino. Marte è poi rappresentato a figura intera come un poderoso guerriero, armato di spada e di lancia, vicino al tondo che simboleggia l'Infanzia, con un bambino che cavalca un bastone per gioco, e il sole gli astri nella posizione dell'Aurora.
Sulla parete sud Mercurio, riconoscibile dai calzari alati, e nel tondo una donna che si guarda in uno specchio, emblema della Puerizia, col sole all'ora Terza. Vengono poi Giove, figura quasi perduta per l'apertura della nuova finestra, il quale scaglia saette, e l'Adolescenza (un giovane che offre un serto d'alloro alla Puerizia) col sole sulla Sesta.
Sulla parete ovest si trovava Venere, oggi perduta, con la Giovinezza, ovvero una donna che educa un bambino nell'ora Nona. Anche il successivo Saturno è quasi scomparso e doveva reggere l'attributo della falce; nel tondo si doveva trovare la Maturità all'ora del Vespro. Meglio conservato è il Sole, sul lato opposto alla lune, che guida un carro rosso con quattro cavalli dello stesso colore, e il tondo simboleggiante la Vecchiaia e l'ora della Compieta.
Nel complesso quindi ogni pianeta/divinità protegge un'età e un'ora del giorno, secondo la scolastica medievale; ogni ora inoltre è propizia per una disciplina in particolare, individuabile in quella sul lato opposto, lungo la diagonale. Sono assenti invece i riferimenti ai segni zodiacali, che si incontrano invece, ad esempio, nella Rocca di Angera.

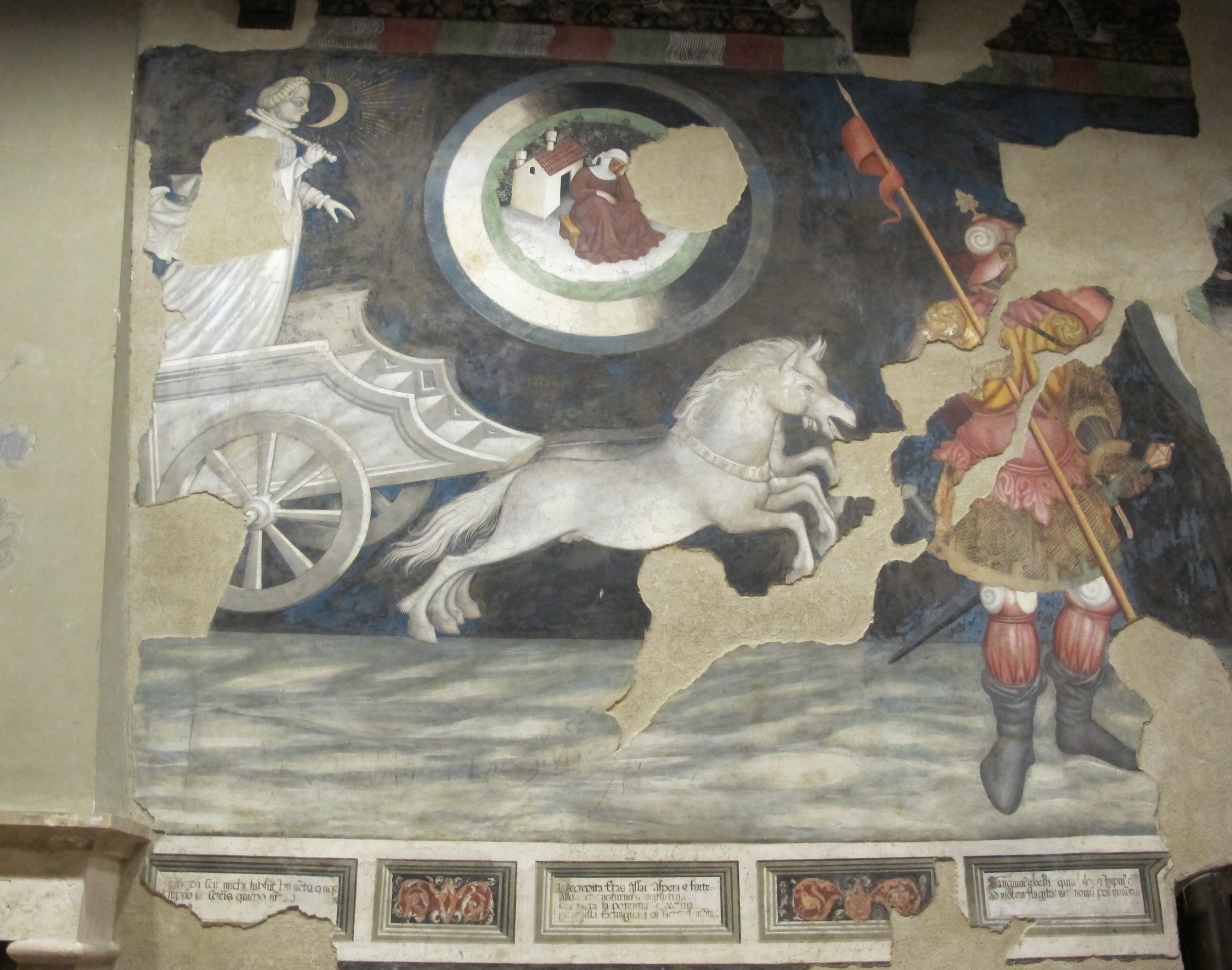
Luna, Decrepitezza e Marte
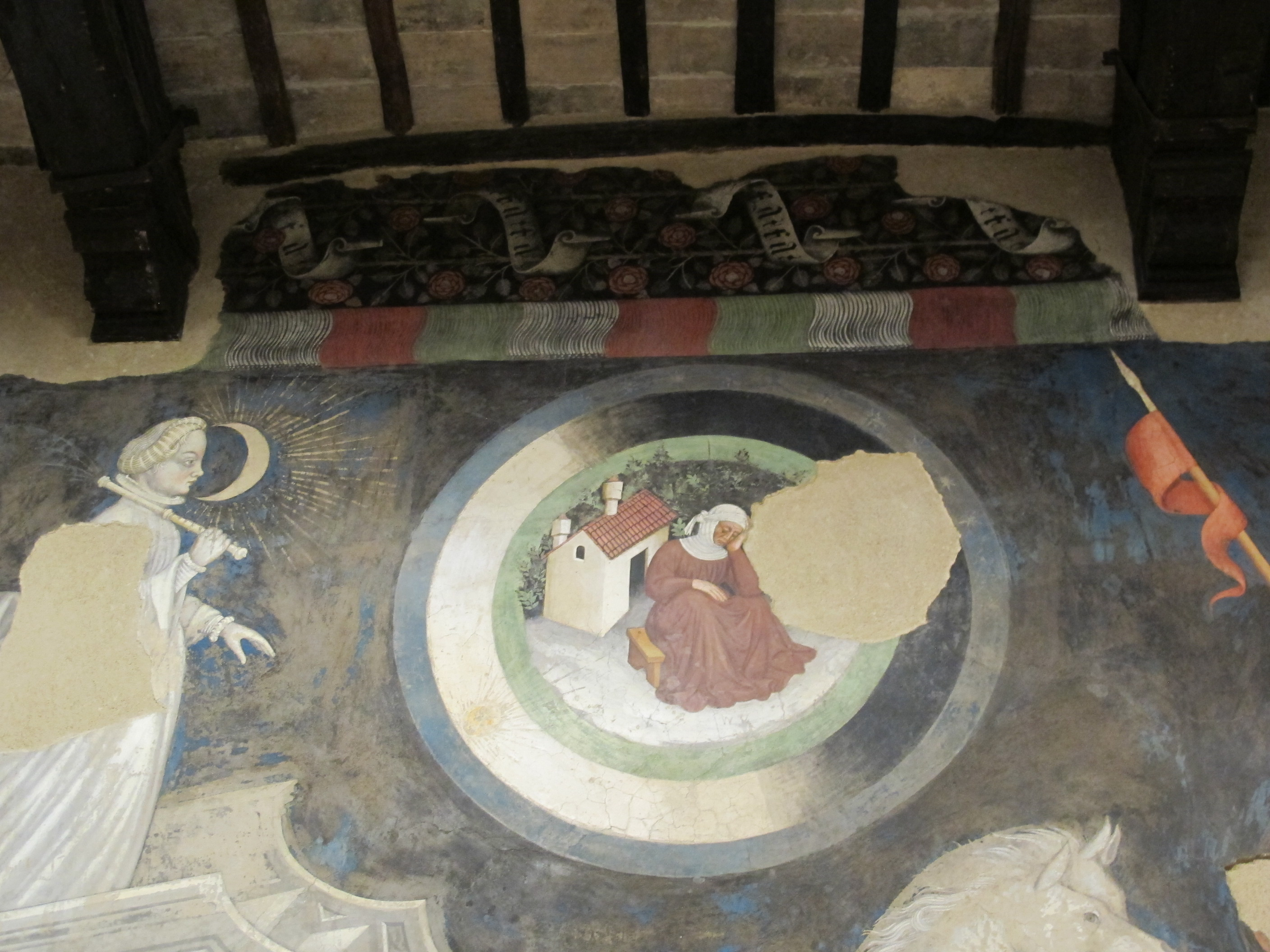
Decrepitezza
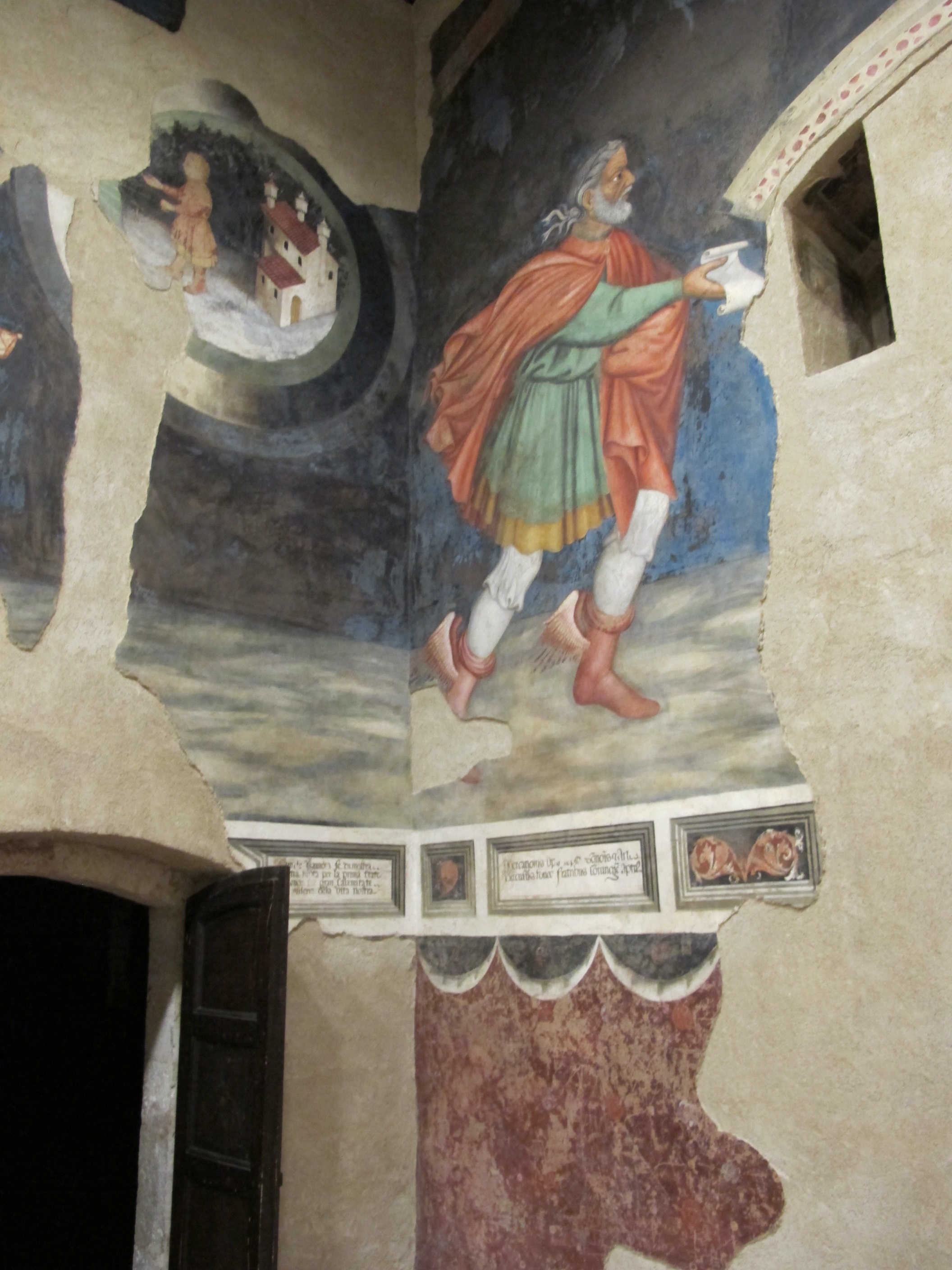
Infaniza e Mercurio
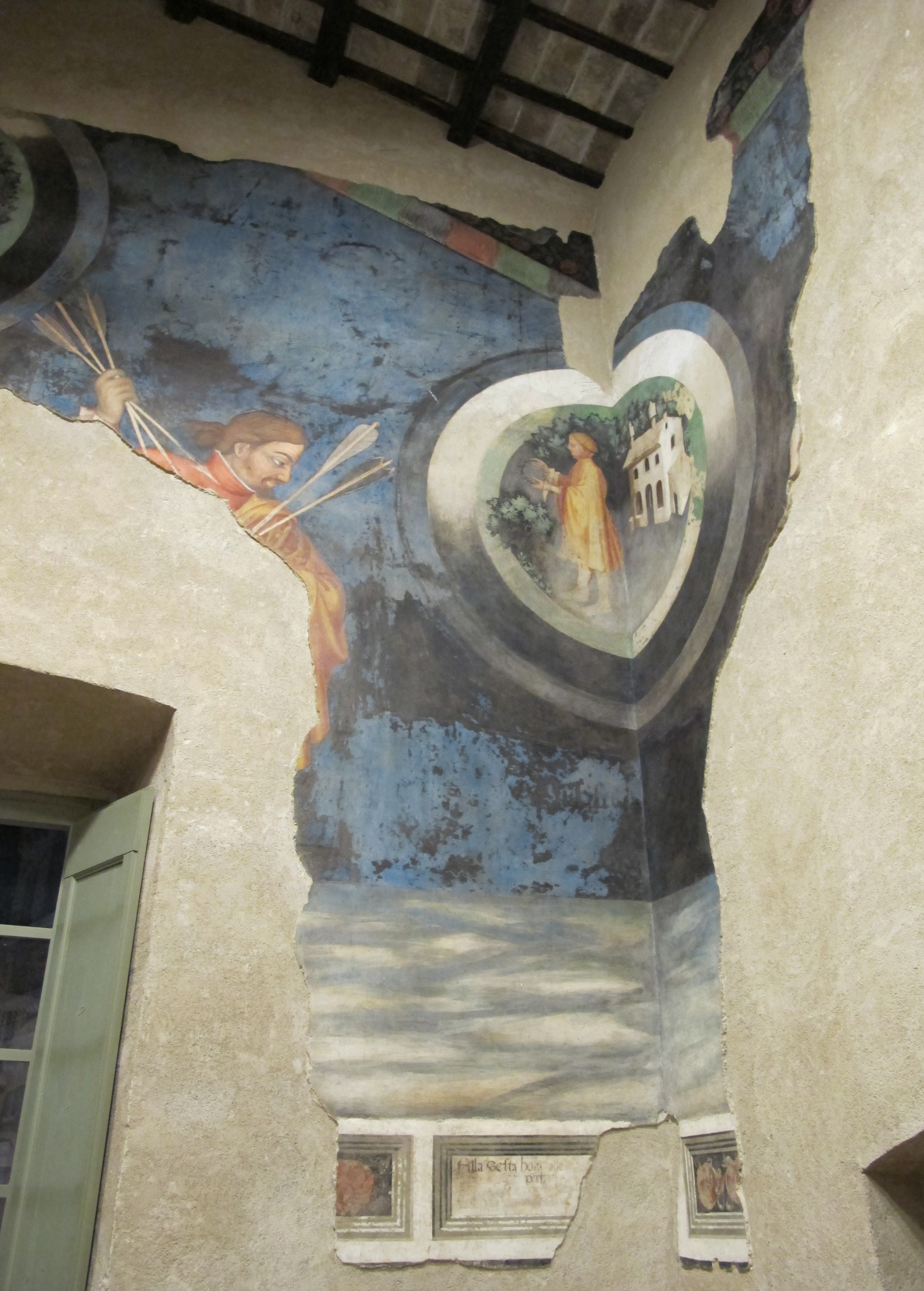
Giove e Adolescenza
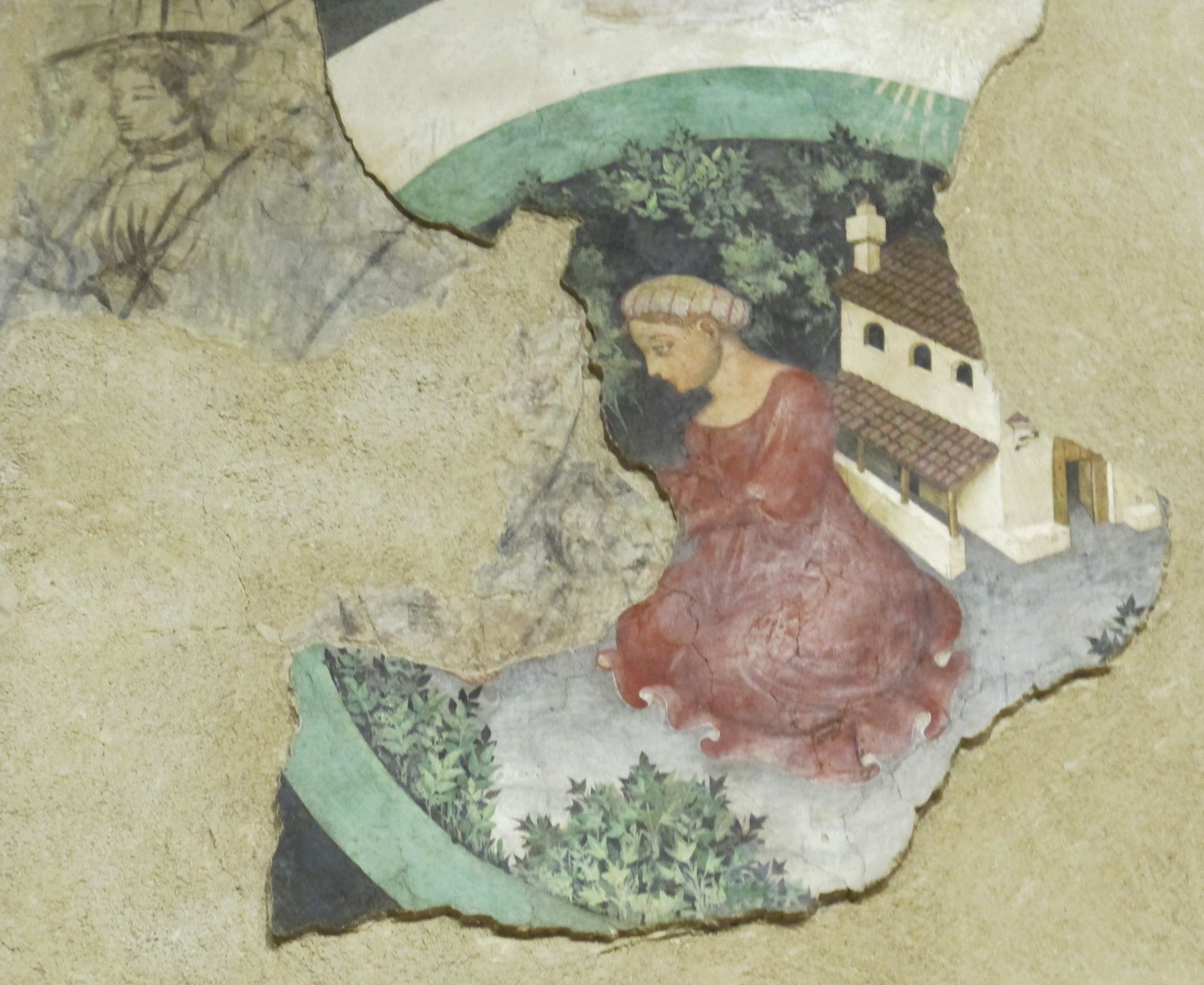
Giovinezza
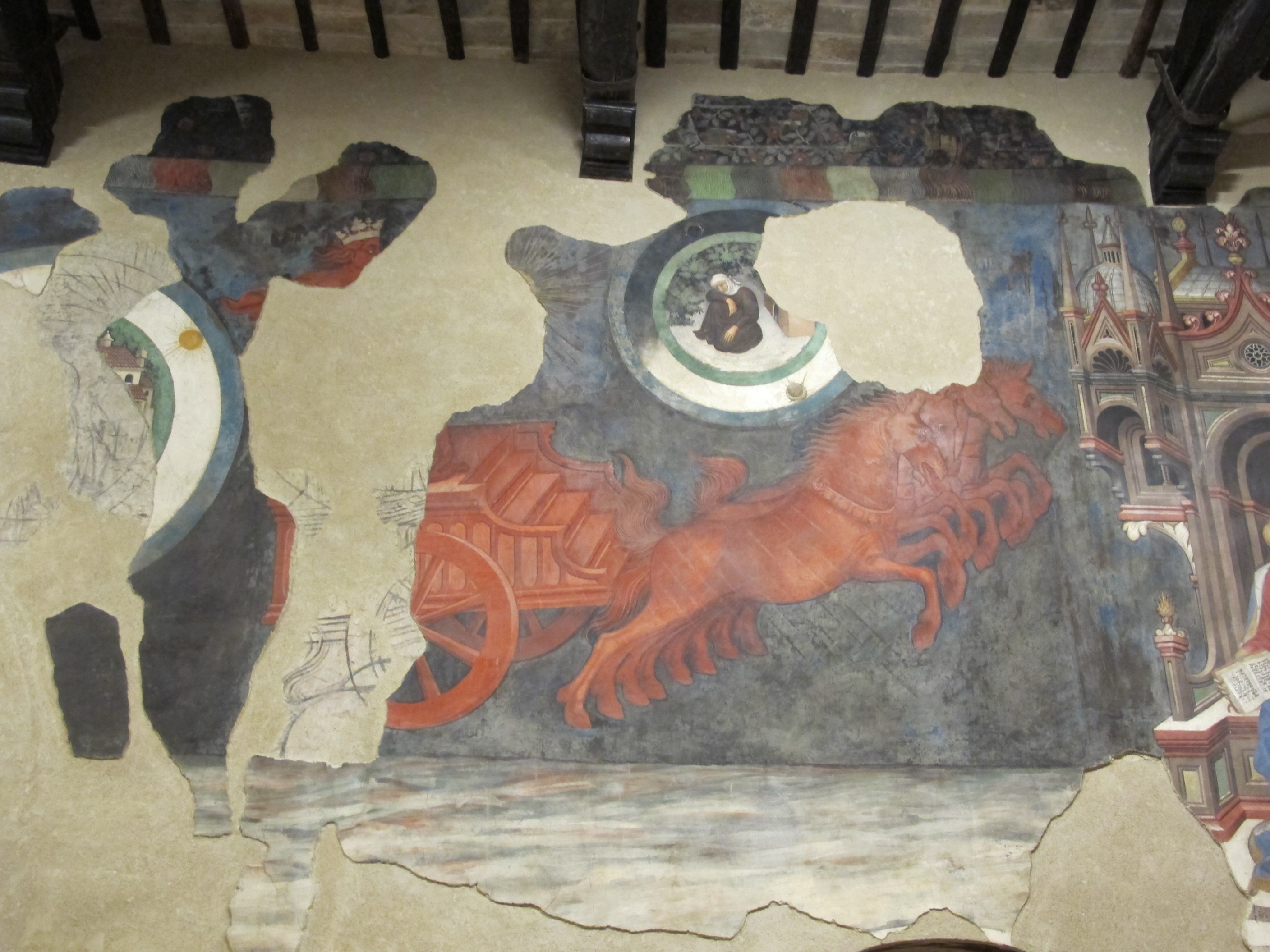
Sole
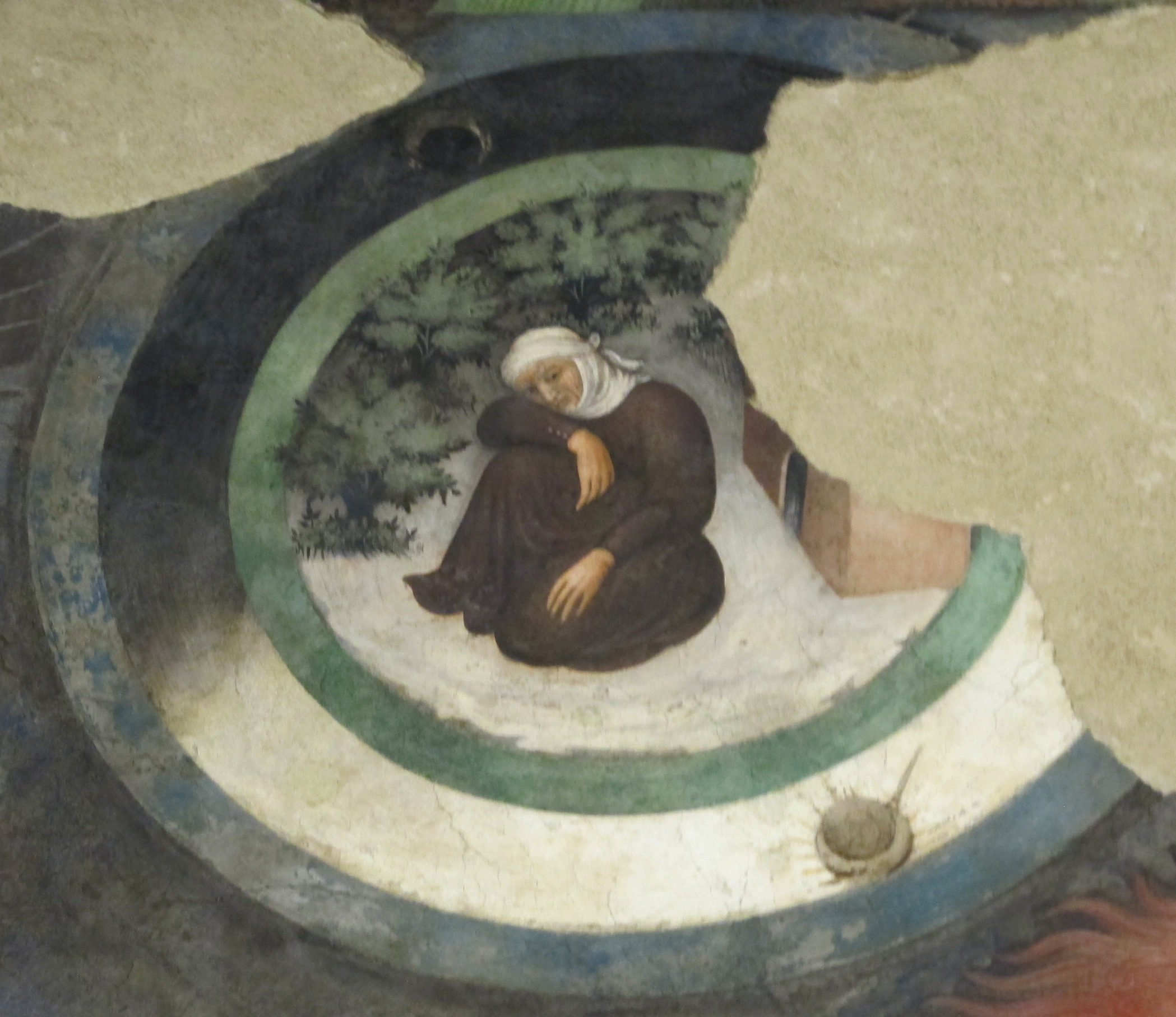
Vecchiaia

## Stile

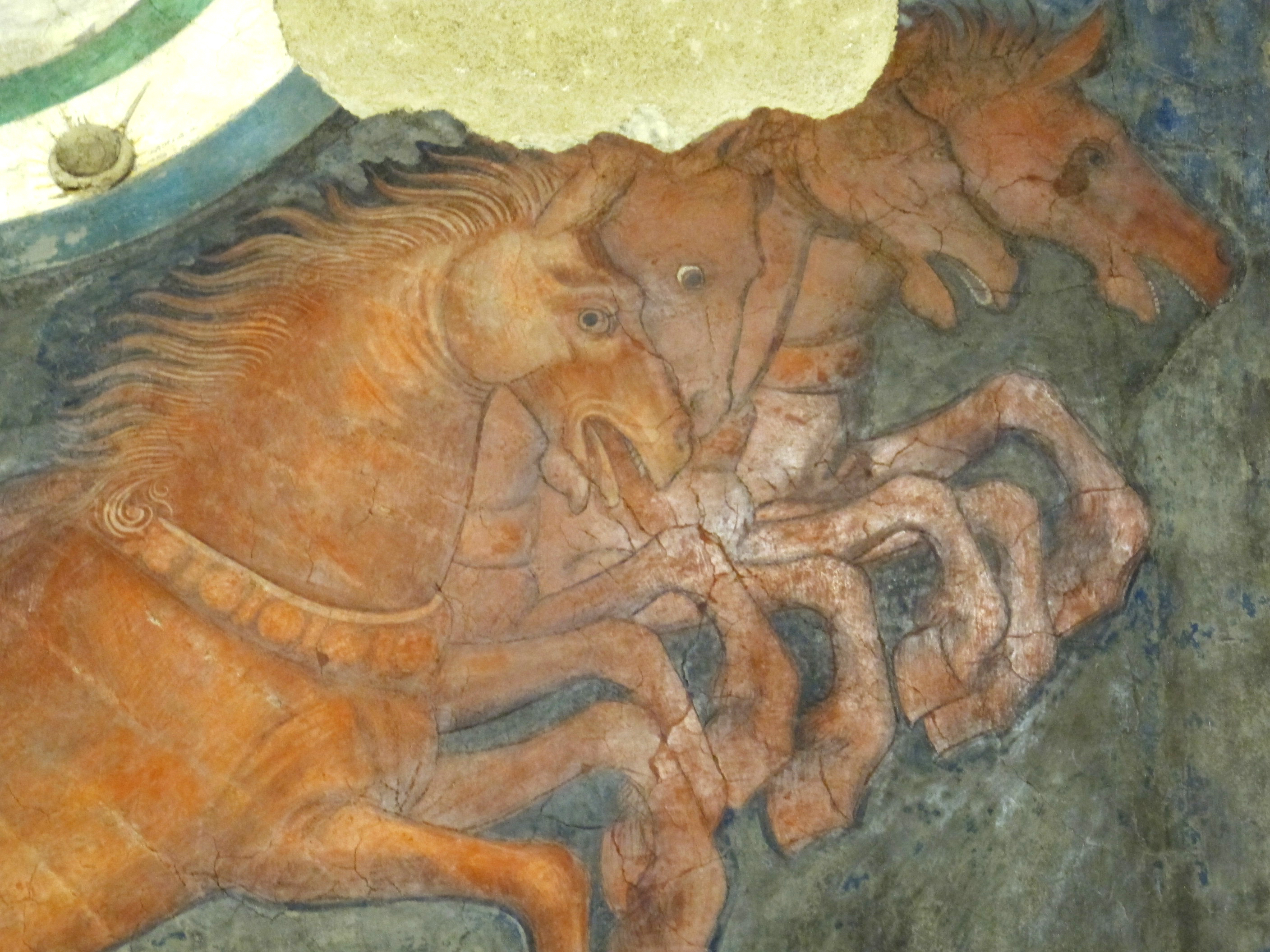
Quadriga del Sole

Da un punto di vista stilistico i personaggi mostrano affinità che dimostra l'unitarietà dell'esecuzione. Le figure sono abbigliate in maniera sontuosa, nascondendo alcune imprecisioni anatomiche e di impianto. La ricchezza delle decorazioni, spesso ottenute con stucchi, pastiglie e lamine metalliche, rimanda alla cultura tardogotica.